# Murtas
Murtas è un comune spagnolo di 725 abitanti situato nella comunità autonoma dell'Andalusia.